# Ropalomera goyana
Ropalomera goyana är en tvåvingeart som beskrevs av Prado 1966. Ropalomera goyana ingår i släktet Ropalomera och familjen Ropalomeridae. Inga underarter finns listade i Catalogue of Life.